# Yorkville (Illinois)
Yorkville település az Amerikai Egyesült Államok Illinois államában, Kendall megyében, melynek megyeszékhelye is. Lakosainak száma 21 533 fő (2020. április 1.).

## Népesség
A település népességének változása:

| 2010 | 16 921 |
| 2020 | 21 533 |